# Open Source Development Labs
Open Source Development Labs (OSDL) — некоммерческая организация, поддерживаемая глобальным консорциумом для «ускорения развертывания Linux в корпоративной среде» и имевшая своей целью «стать признанным центром тяготения Linux-индустрии».
Основана в 2000 году. 22 января 2007 года OSDL и Free Standards Group объединились в The Linux Foundation.
Через OSDL финансировались и координировались ключевые проекты по разработке Linux. В частности, именно там работал Линус Торвальдс и несколько других ключевых ядерных хакеров, в частности Эндрю Триджелл. 
OSDL имела офисы в г. Бивертон (Орегон, США) и Йокогама (Япония). 
Основателями и спонсорами OSDL были 7 крупнейших компьютерных корпораций:  Computer Associates, Fujitsu, Hitachi, Ltd., Hewlett-Packard, IBM, Intel, NEC, а также ряд более мелких фирм, как разрабатывающих так и использующих Линукс и учебных заведений. 
Организационно OSDL подразделялась на 4 рабочие группы:
- Мобильный Линукс (Mobile Linux Initiative, MLI)
- Линукс для средств связи ( Carrier Grade Linux, CGL)
- Линукс для дата-центров (Data Center Linux, DCL)
- Линукс на рабочей станции (Desktop Linux, DTL)